# 希拉纳加尔
希拉纳加尔（Hiranagar），是印度查谟-克什米尔邦Kathua县的一个城镇。总人口7879（2001年）。

## 人口
该地2001年总人口7879人，其中男性4425人，女性3454人；0—6岁人口939人，其中男537人，女402人；识字率73.04%，其中男性为79.59%，女性为64.65%。